# Bützow (stacja kolejowa)
Bützow – stacja kolejowa w Bützow, w kraju związkowym Meklemburgia-Pomorze Przednie, w Niemczech. Znajdują się tu 2 perony.

## . Przypisy
1. ↑  Bützow. Bahnhof.de. [dostęp 2023-10-27].